# ماساتوشی ناگاسه
ماساتوشی ناگاسه (به ژاپنی: 永瀬 正敏، Masatoshi Nagase) (زادهٔ ۱۵ ژوئیهٔ ۱۹۶۶) هنرپیشه اهل ژاپن است.
از فیلم‌هایی که وی در آن‌ها ایفای نقش کرده‌است می‌توان به گناه نخستین و لاسیدن و و شمشیر پنهان، پترسون، درخشندگی، تب سرد و مهمانخانه ماه نو اشاره کرد.

## جوایز
- ۱۹۹۲: جایزه آکادمی فیلم ژاپن - بهترین بازیگر نقش مکمل مرد
- ۲۰۰۷: جشنواره فیلم یوکوهاما - بهترین بازیگر نقش مکمل مرد[۱]